# 2009年曼谷夜總會大火
2009年曼谷夜總會大火，是泰國曼谷的一次夜總會火災，61人死亡，發生在2009年1月1日零時，在Santika Club。它位於曼谷市中心東南部，一處娛樂場所集中地，名叫忆甲米區（Ekkamai）。

## 經過
在2008年12月31日除夕，Santika夜總會舊店結業，舉行《Goodbye Santika》新年跨年派對。零時35分，在場有1千人，舞台上歌星演唱，有人在室內燃放煙花，天花板首先起火，觀眾以為特技效果，隨後台上嘉賓面色大變，在場有人大叫失火，人群開始恐慌，湧向唯一出口，人踩人。事後傷者送入曼谷醫院，死難者用白布包裹置於毗連停車場等待家屬認屍。  死者有奧地利人、荷蘭人、日本人和尼泊爾人等，死因是焗死或踩死。

## 外部參考
- 泰夜總會元旦大火奪60命[]
- Goodbye Santika 官方片段預告（在事件前）- The end of an era（页面存档备份，存于）

1. ↑  .   [2009-01-03]. （原始内容存档于2018-09-26）.